# Stazione di Desio
Stazione di Desio vasútállomás Olaszországban, Lombardia régióban, Desio településen.

## Vasútvonalak
Az állomást az alábbi vasútvonalak érintik:
- Chiasso–Milánó-vasútvonal

## Kapcsolódó állomások
A vasútállomáshoz az alábbi állomások vannak a legközelebb:
- Stazione di Seregno (Chiasso vasútállomás, Chiasso–Milánó-vasútvonal, S11)
- Stazione di Lissone-Muggiò (stazione di Milano Porta Garibaldi superficie, Stazione di Milano Centrale, Stazione di Rho, Chiasso–Milánó-vasútvonal, S11)
- Stazione di Seregno (Stazione di Saronno, Line S9)
- Stazione di Lissone-Muggiò (Stazione di Albairate-Vermezzo, Line S9)